# Povelje dukljanskih vladara
Povelje i isprave dukljanskih vladara su važni izvori za crnogorsku povijest, ne samo političku, već i za povijest crnogorske književnosti.
Dukljansko kraljevstvo je raški župan Nemanja konačno 1185. godine pokorio, porušivši, osim Kotora, sve druge dukljanske gradove, pa se vjeruje da je tada uništen najveći broj pisanih dukljanskih dokumenata. Samo manji dio je sačuvan, u originalu ili prijepisu, i sada se nalaze u dubrovačkim arhivima.
- nedatirano, Povelja kralja Radoslava (Mihailovog brata), kojom osniva samostan na Balemu.

- 1100. godine, Povelja kralja Bodina, kojom daruje benediktinskom samostan na Lokrumu crkvu Sv. Martina u Šumetu.[1] U Bodinovoj povelji između ostalog piše (prijevod s lat. na crnogorski): U ime gospoda našeg Isusa Hrista godine od utemeljenja hiljadu stote, indikcije osme. Potvrđuje se ova povelja i nepokretno imanje od mene, božjom milošću kralja Bodina: Neka je svima znano da mjesto Sv. Martin de Zoncheto sa svim pośedima i vinogradima koji se nalaze na tome mjestu dajemo manastiru svetoga Benedikta, da imaju dopuštenje monasi da ga zauvijek uživaju i da nemaju neprilika ni od koga nas današnjih i budućih...
- 1114. godine, Povelja sudije Grda, za vrijeme vladavine dukljanskog kralja Đorđa, kojom ponovo dosuđuje crkvu Sv. Martina u Šumetu benediktinskom samostanu na Lokrumu.[2]

- 1115. godine, Povelja dukljanskog kralja Đorđa, kojom potvrđuje crkvu Sv. Martina u Šumetu benediktinskom samostanu na Lokrumu.[3]

- 1151. godine, Isprave Dese, kneza Duklje, Travunije i Zahumlja, njih ukupno dvije,  kojima samostanu Sv. Marije u Pulsanu u Apuliji (ogranku benediktinskog reda) daruje otok Mljet. Te se povelje nalaze u Dubrovačkom arhivu. Desa se potpisuje dux Dioclie (dux je crnogorska vladarska tutula, u rangu vojvode).

- 1189. godine, Povelja dukljanske knjeginje Desislave, žene kneza Mihaila III., kada se ona izgubivši pred naletom Srba (Stefana Nemanje) vlast u Duklji, povukla i našavši se u Dubrovniku ustupila Dubrovačkoj opštini dva svoja broda.[4] Desislava je možda ujedno i posljednji vladar Duklje iz stare dinastije. Povelja je pisana u Dubrovniku, jer ju je pisao dubrovački pisar. U pratnji Desislave, prispjeloj u Dubrovnik, su bili arhiepiskop Barski Grgur, župan Černeh i Crenik, kaznac Grdomil i drugo dukljansko plemstvo.

- 1193. godine, Povelja kojom Đuraš, sin Andrijin, vraća crkvi Sv. Martina u Šumetu otetu zemlju, a u kojoj se poziva na nekadašnju dukljansku knjeginju Desislavu, ženu kneza Mihaila.